# Curtis Yarvin
Curtis Guy Yarvin (Brooklyn, 25 de juny de 1973), també conegut amb el pseudònim de Mencius Moldbug, és un blogger polític i desenvolupador de programari d'extrema dreta estatunidenc. És conegut, juntament amb el filòsof acceleracionista Nick Land, per fundar el moviment filosòfic antiigualitari i antidemocràtic conegut com la Il·lustració Fosca o moviment neoreaccionari (NRx), que es va originar a finals dels anys 2000. A principis dels anys 2020, Yarvin i les seves idees van tenir una creixent influència ideològica a la dreta americana, incloent-hi figures destacades com el vicepresident J. D. Vance i el capitalista de risc i megadonant del Partit Republicà dels Estats Units Peter Thiel.
Al seu blog Unqualified Reservations, que va escriure del 2007 al 2014, i al seu butlletí Gray Mirror, que va iniciar el 2020, argumenta que la democràcia americana és un experiment fallit que hauria de ser substituït per una monarquia responsable, similar a l'estructura de governança de les corporacions. El 2002, Yarvin va començar a treballar en un projecte de programari personal que finalment es va convertir en la plataforma de computació en xarxa Urbit. El 2013, va cofundar l'empresa Tlon per supervisar el projecte Urbit i va ajudar a liderar-lo fins al 2019. Va tornar a l'empresa el 2024, descrit com si tingués un paper de "CEO en temps de guerra".
Yarvin ha estat descrit com un "neoreaccionari", "neomonàrquic" i "neofeudalista" que "veu el liberalisme com la creació d'un sistema totalitari semblant a Matrix, i que vol substituir la democràcia americana per una mena de tecnomonarquia⁣". Ha defensat la institució de l'esclavitud i ha suggerit que certes races poden estar més inclinades naturalment cap a la servitud que d'altres. Ha argumentat que els blancs tenen un coeficient intel·lectual inherentment més alt que els negres, i s'oposa als programes de drets civils dels EUA.
Yarvin ha influït en alguns inversors destacats de Silicon Valley i polítics republicans. L'estrateg polític Steve Bannon ha llegit i admirat la seva obra. El vicepresident JD Vance "ha citat Yarvin com una influència". Michael Anton, director de Planificació de Polítiques del Departament d'Estat durant la segona presidència de Trump, també ha parlat de les idees de Yarvin. El gener de 2025, Yarvin va assistir a una gala inaugural de Trump a Washington; Politico va informar que va ser "un convidat d'honor informal" a causa de la seva "influència desmesurada sobre la dreta trumpiana".

## Biografia

### Primers anys de vida i educació
Curtis Guy Yarvin va néixer el 1973 en una família liberal i secular. Segons Yarvin, el seu pare treballava per al govern dels Estats Units com a diplomàtic a Nicòsia, i la seva mare era del comtat de Westchester.
Durant la seva infància, de vegades va rebre educació a casa per part de la seva mare, i durant la seva educació es va saltar tres cursos. El 1985, va ingressar a l'Estudi longitudinal de la Joventut Matemàticament Precoç de Johns Hopkins. El 1988, Yarvin es va graduar a la Wilde Lake High School, una escola secundària pública a la comunitat planificada de Columbia, Maryland, on havia ingressat quan tenia dotze anys al segon curs.
Yarvin va passar un estiu preuniversitari a la Universitat Cornell i després va assistir a la Universitat Brown, on es va graduar el 1992. Després va ser estudiant de postgrau en un programa de doctorat en informàtica a la UC Berkeley abans d'abandonar els estudis després d'un any i mig per unir-se a una empresa tecnològica.
Durant la dècada del 1990, Yarvin va rebre la influència de la cultura tecnològica llibertària de Silicon Valley. Llavors llegia obres de dretes i conservadores americanes. El professor de dret llibertari de la Universitat de Tennessee, Glenn Reynolds, el va presentar a escriptors com Ludwig von Mises i Murray Rothbard. El rebuig de l'empirisme per part de Mises i l'⁣Escola Austríaca, que afavorien, en canvi, la deducció a partir dels primers principis, va influir en la mentalitat de Yarvin.

### Urbit
El 2002, Yarvin va fundar la plataforma informàtica Urbit com una xarxa descentralitzada de servidors personals. I el 2013, va cofundar l'empresa Tlon Corp, amb seu a San Francisco, per desenvolupar encara més Urbit amb finançament de la branca de capital risc de Peter Thiel, Founders Fund. L'empresa rep el nom del conte "Tlön, Uqbar, Orbis Tertius", de Jorge Luis Borges. El 2016, Yarvin va ser convidat a presentar els aspectes de programació funcional d'Urbit a la LambdaConf 2016, cosa que va provocar la retirada de cinc ponents, dues subconferències i diversos patrocinadors a causa de les seves opinions controvertides.
Yarvin va deixar Tlon el gener de 2019, però va mantenir una certa participació intel·lectual i financera en el desenvolupament d'Urbit. Va tornar a l'empresa el 2024, tot i que sense un títol oficial. El seu càrrec va ser descrit com el de "CEO en temps de guerra", i el seu retorn va provocar la dimissió de diversos empleats importants.

### Blogs i autoria neoreaccionària
Segons Yarvin, els escrits de Thomas Carlyle, James Burnham i Hans-Hermann Hoppe van impulsar el seu rebuig de la democràcia i el seu suport a l'autoritarisme i l'elitisme. A la dècada del 2000, els fracassos de la construcció nacional liderada pels Estats Units a l'Iraq i l'Afganistan van enfortir les opinions antidemocràtiques de Yarvin, mentre que la resposta federal a la crisi financera del 2008 va enfortir les seves conviccions llibertàries, i l'elecció de Barack Obama com a president dels Estats Units més tard aquell mateix any va reforçar la seva creença que la història inevitablement progressa cap a societats d'esquerres.
El 2007, Yarvin va començar el blog Unqualified Reservations per promoure les seves opinions polítiques. El pseudònim de Yarvin és una combinació del filòsof confucià "Mencius" i un joc de paraules amb "goldbug" (bitxo daurat). Originalment, s'utilitzava per evadir bloquejos quan publicava a Reddit i Hacker News. En una de les primeres entrades del blog, va adaptar una frase de la pel·lícula The Matrix, reutilitzant "píndola vermella" per significar una ruptura d'il·lusions progressistes. Va deixar d'actualitzar el seu blog en gran part el 2013, quan va començar a centrar-se en Urbit. L'abril de 2016, va anunciar que Unqualified Reservations havia "completat la seva missió" i havia acabat.

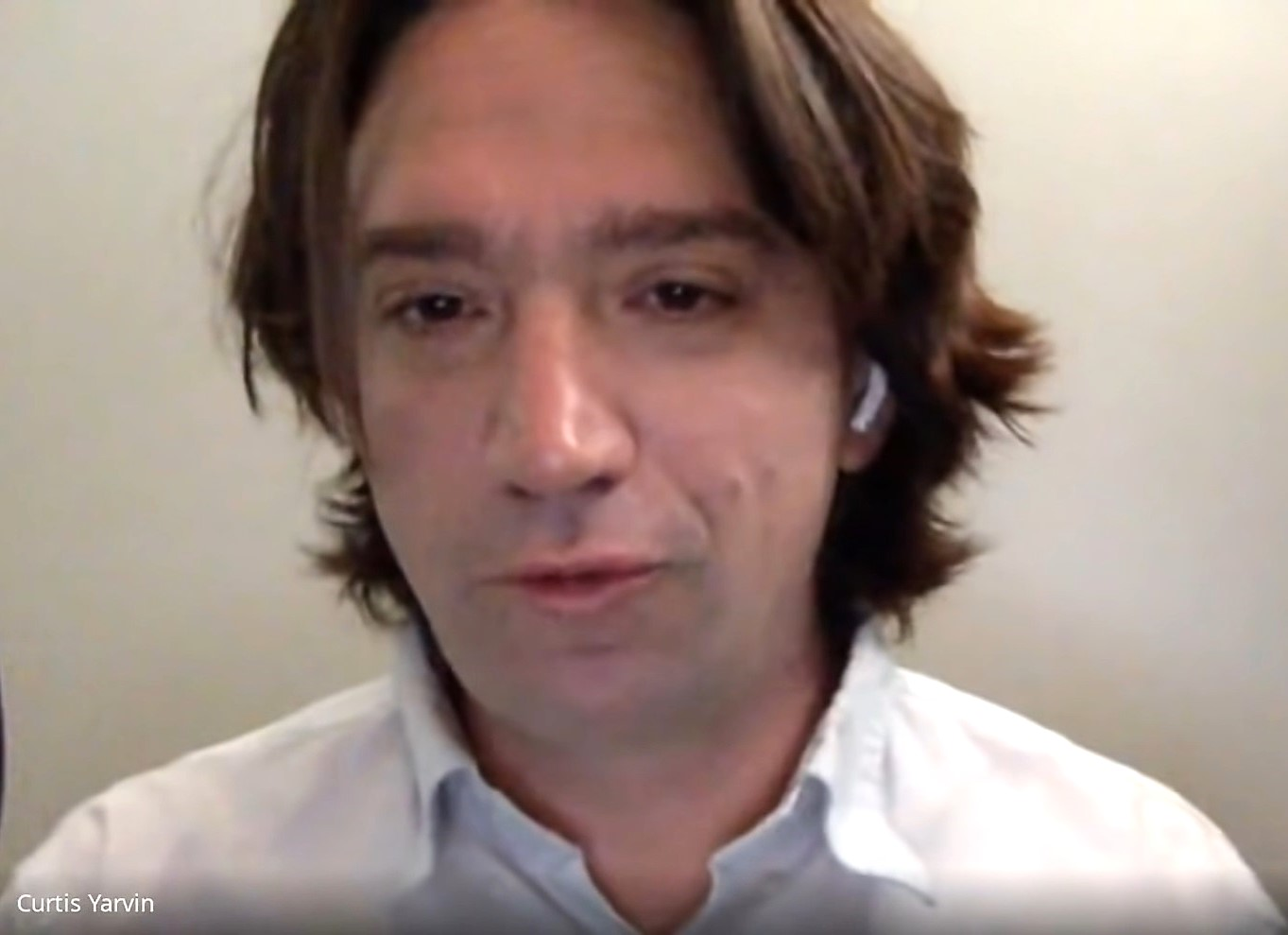
Yarvin l'any 2020.

El 2020, Yarvin va començar un altre bloc amb les seves opinions, sota el nom de pàgina Gray Mirror of the Nihilist Prince, o simplement Gray Mirror, a la plataforma editorial Substack, pensat com a avançament d'un llibre previst amb el mateix títol. El juny de 2025, va ser la tercera publicació d'"història" més popular a la plataforma. El bloc ha inclòs especulacions sobre com substituir la democràcia americana per una nova forma de monarquia, una cosa que els crítics han titllat de feixista, però que Yarvin discuteix.
Yarvin també ha publicat tant blocs anteriors com noves obres impreses per l'editorial d'extrema dreta Passage Press. Això inclou el primer dels tres volums impresos previstos de blocs de Unqualified Reservations publicats anteriorment, i el primer d'una sèrie prevista de quatre parts, titulada Gray Mirror i única impresa, que descriu la seva visió d'un nou sistema polític.

### Estatus dins de la dreta americana
El gener de 2025, Yarvin va assistir a una gala d'inauguració de Trump a Washington, DC, organitzada per Passage Press; Politico va informar que va ser "un convidat d'honor informal" a causa de la seva "influència desmesurada sobre la dreta trumpiana". David Marchese, de The New York Times, el va descriure com "un element fixo de l'univers mediàtic de dretes", citant les seves aparicions en programes de comentaristes polítics com Tucker Carlson i Charlie Kirk, entre d'altres. També va descriure les connexions de Yarvin amb funcionaris de la segona administració Trump, inclòs el director de planificació política, Michael Anton.

## Visions

### Il·lustració fosca
Yarvin creu que el veritable poder polític als Estats Units el té quelcom que ell anomena "la Catedral", una amalgama informal d'universitats i la premsa convencional, que confabulen per influir en l'opinió pública. Segons ell, una classe social anomenada "brahmin" (en referència a la classe brahmin del sistema de castes de l'Índia i els brahmins de Boston americans) domina la societat americana, predicant valors progressistes a les masses. L'analogia socioreligiosa s'origina en l'opinió de Yarvin que la ideologia progressista de la Catedral és transmesa i interioritzada per la població en general de la mateixa manera que les autoritats i institucions religioses transmeten el dogma religiós als fidels fanàtics. Yarvin i la Il·lustració Fosca afirmen que el compromís de la Catedral amb la igualtat i la justícia erosiona l'ordre social. Defensa llavors que un "monarca" americà dissolgui les institucions acadèmiques d'elit i els mitjans de comunicació durant els primers mesos del seu regnat.
Basant-se en metàfores informàtiques, Yarvin sosté que la societat necessita un "restabliment complet" o un "reinici", no una sèrie de reformes polítiques graduals. En lloc de l'activisme, defensa el passivisme, afirmant que el progressisme fracassaria sense l'oposició de la dreta. Segons ell, els partidaris de NRx haurien de dissenyar "noves arquitectures de sortida" en lloc de participar en un activisme polític ineficaç.
Yarvin defensa una filosofia "neocamerista" basada en el cameralisme de Frederic el Gran de Prússia. Segons Yarvin, els governs democràtics són ineficients i malgastadors i haurien de ser substituïts per societats anònimes sobiranes, els "accionistes" de les quals (grans propietaris) elegeixen un executiu amb poder total, però que ha de servir al seu plaer. L'executiu, sense els obstacles dels procediments liberal-democràtics, podria governar de manera eficient com un CEO-monarca. Yarvin admira el líder xinès Deng Xiaoping pel seu autoritarisme pragmàtic i orientat al mercat, i la ciutat-estat de Singapur com a exemple d'un règim autoritari reeixit. Considera els Estats Units com a suaus amb la delinqüència, dominats per deliris econòmics i democràtics.
Yarvin dóna suport a l'autoritarisme per motius llibertaris de dretes, afirmant que la divisió de la sobirania política amplia l'abast de l'estat, mentre que els governs forts amb jerarquies clares romanen mínims i amb un enfocament estret. Segons l'acadèmic Joshua Tait, "Moldbug imagina una utopia llibertària radical amb la màxima llibertat en totes les coses except politics". Ha afavorit el matrimoni entre persones del mateix sexe, la llibertat de religió i l'ús privat de drogues, i ha escrit en contra de les lleis discriminatòries basades en la raça o el gènere, tot i que, segons Tait, "va proposar conscientment reformes de l'assistència social privada i de les presons que s'assemblaven a l'esclavitud". Tait descriu els escrits de Yarvin com a contradictoris, dient:
| « | (anglès) He advocates hierarchy, yet deeply resents cultural elites. His political vision is futuristic and libertarian, yet expressed in the language of monarchy and reaction. He is irreligious and socially liberal on many issues but angrily anti-progressive. He presents himself as a thinker searching for truth but admits to lying to his readers, saturating his arguments with jokes and irony. These tensions indicate broader fissures among the online Right. | (català) Defensa la jerarquia, però sent un profund ressentiment envers les elits culturals. La seva visió política és futurista i llibertària, però expressada en el llenguatge de la monarquia i la reacció. És irreligiós i socialment liberal en molts temes, però és furiosament antiprogressista. Es presenta com un pensador que busca la veritat, però admet que menteix als seus lectors, saturant els seus arguments amb acudits i ironia. Aquestes tensions indiquen fissures més àmplies entre la dreta en línia. | » |

Sota el seu pseudònim Moldbug, Yarvin va fer una xerrada sobre el "reinici" del govern americà a la Conferència BIL del 2012. El va utilitzar per defensar l'acrònim "RAGE", que va definir com "Retirar tots els empleats governamentals". Va descriure el que considerava que eren defectes en la "mitologia de la Segona Guerra Mundial" acceptada, al·ludint a la idea que les invasions d'⁣Adolf Hitler eren actes d'autodefensa. Va argumentar que aquestes discrepàncies van ser impulsades pels "comunistes governants" dels Estats Units, que van inventar la correcció política com un "mecanisme extremadament elaborat per perseguir racistes i feixistes". "Si els nord-americans volen canviar el seu govern", va dir, "hauran de superar la seva fòbia als dictadors".
En l'article inaugural publicat a Unqualified Reservations el 2007, titulat "Un manifest formalista", Yarvin va anomenar el seu concepte d'alinear els drets de propietat amb el poder polític "formalisme", és a dir, el reconeixement formal de les realitats del poder existent, que finalment hauria de ser substituït, segons ell, per una nova ideologia que rebutgés les doctrines progressistes transmeses per la Catedral. El primer ús del terme "neoreaccionari" per part de Yarvin per descriure el seu projecte va tenir lloc el 2008. Les seves idees també han estat descrites per Dylan Matthews de Vox com a "neomonàrquiques".
En una entrevista al New York Times del gener de 2025, Yarvin va suggerir que hi havia precedents històrics que donaven suport al seu raonament, afirmant que en el seu primer discurs inaugural, Franklin Delano Roosevelt "essencialment diu: Ei, Congrés, doneu-me poder absolut o el prendré de totes maneres. Així doncs, FDR va prendre realment aquest nivell de poder? Sí, ho va fer". L'entrevistador, David Marchese, va comentar que "Yarvin es basa en el que aquells que simpatitzen amb les seves opinions podrien veure com una porció útil de referències històriques, i el que altres veuen com una barreja altament distorsionadora de simplificació excessiva, selecció selectiva i interpretació personal presentada com a fet".

#### Influència i connexions
Peter Thiel era inversor de l'empresa emergent Tlon de Yarvin i va donar 100.000 dòlars al cofundador de Tlon, John Burnham, el 2011. El 2016, Yarvin va afirmar en privat a Milo Yiannopoulos que havia estat "entrenant Thiel" i que havia vist les eleccions presidencials dels Estats Units del 2016 a casa de Thiel. En els seus escrits, Yarvin ha assenyalat un assaig del 2009 de Thiel, en què aquest últim declarava: "Ja no crec que la llibertat i la democràcia siguin compatibles... Des del 1920, el gran augment de beneficiaris de l'assistència social i l'extensió del sufragi a les dones, dos grups electorals que són notòriament difícils per als llibertaris, han convertit la noció de 'democràcia capitalista' en un oxímoron".
Les idees de Yarvin han influït entre els llibertaris de dretes i els paleollibertaris, i els discursos públics d'inversors prominents com Thiel s'han fet ressò del projecte de Yarvin de separar-se dels Estats Units per establir dictadures de CEO tecnològics. El periodista Jonathan Wilson ha descrit Yarvin com un pensador d'extrema dreta obscur amb "una greu influència intel·lectual sobre figures clau de la pròxima administració de Donald Trump". El capitalista de risc Marc Andreessen, assessor informal de Donald Trump, ha parlat amb aprovació del pensament de Yarvin. L'estrateg polític Steve Bannon ha llegit i admirat la seva obra. El vicepresident JD Vance ha citat Yarvin com una influència, dient el 2021: "Així que hi ha aquest noi Curtis Yarvin que ha escrit sobre aquestes coses", que incloïa "Retire All Government Employees" o RAGE, escrit el 2012. Vance va dir que si Trump tornés a ser president, "Crec que el que Trump hauria de fer, si li donés un consell: acomiadar tots els buròcrates de nivell mitjà, tots els funcionaris de l'estat administratiu i substituir-los per la nostra gent. I quan els tribunals us aturin, presenteu-vos davant del país i digueu: 'El president del Tribunal Suprem ha fet la seva sentència. Ara que la faci complir'.
La CNN va assenyalar que Thiel, Andreessen, Vance i Anton no neguen que estiguin escoltant Yarvin, però han indicat que no accepten totes les seves teories: "Un assessor de Vance va negar que el vicepresident tingui una relació estreta amb Yarvin, dient que tots dos s'havien conegut 'com una vegada'. Thiel, que no va respondre a una sol·licitud de comentaris, va dir a The Atlantic el 2023 que no creia que les idees de Yarvin 'funcionarien', però que el trobava un historiador 'interessant i poderós'. I a principis d'aquest any, Andreessen, que tampoc va respondre a una sol·licitud de comentaris, va publicar a X que es pot llegir 'Yarvin sense convertir-se en monàrquic'".
L'inversor Balaji Srinivasan també s'ha fet ressò de les idees de Yarvin sobre el cameralisme tecnocorporatiu. En un discurs del 2013, va defensar una "societat dirigida per Silicon Valley... una societat amb participació voluntària, en última instància fora dels EUA, dirigida per la tecnologia".

### Dreta alternativa
Periodistes i comentaristes han descrit Yarvin com a part de l'⁣alt-right. El periodista Mike Wendling ha anomenat Yarvin "l'instructor de filosofia preferit de l'alt-right". Tait descriu Unqualified Reservations com un "predecessor  intel·lectual' i posterior company de la metapolítica transgressiva anti- 'políticament correcta' de comunitats en línia nebuloses com 4chan i /pol/ ". Yarvin s'ha distanciat públicament de l'⁣alt-right. En un missatge privat, Yarvin va aconsellar a Milo Yiannopoulos, aleshores reporter de Breitbart News, que tractés els neonazis "de la manera com un reporter del NYT d'alt comunisme perfectament adaptat gestiona un ramat de hippies anarquistes greixosos. Menyspreu paternalista. Tens el cor al lloc correcte, senyoreta, ara dutxa't i afaita't aquests forats".
Escrivint a Vanity Fair, James Pogue va dir sobre Yarvin:
| « | (anglès) Some of Yarvin's writing from (his blog Unqualified Reservations) is so radically right wing that it almost has to be read to be believed, like the time he critiqued the attacks by the Norwegian far-right terrorist Anders Behring Breivik—who killed 77 people, including dozens of children at a youth camp—not on the grounds that terrorism is wrong but because the killings wouldn't do anything effective to overthrow what Yarvin called Norway's 'communist' government. He argued that Nelson Mandela, once head of the military wing of the African National Congress, had endorsed terror tactics and political murder against opponents and said anyone who claimed 'St. Mandela' was more innocent than Breivik might have 'a mother you'd like to fuck.' | (català) Alguns dels escrits de Yarvin (del seu blog Unqualified Reservations) són tan radicalment de dretes que gairebé s'han de llegir per creure, com quan va criticar els atacs del terrorista d'extrema dreta noruec Anders Behring Breivik —que va matar 77 persones, incloent-hi desenes de nens en un campament de joves— no pel fet que el terrorisme sigui incorrecte, sinó perquè els assassinats no farien res d'efectiu per enderrocar el que Yarvin va anomenar el govern "comunista" de Noruega. Va argumentar que Nelson Mandela, excap de l'ala militar del Congrés Nacional Africà, havia donat suport a tàctiques terroristes i assassinats polítics contra opositors i va dir que qualsevol que afirmés que "Sant Mandela" era més innocent que Breivik podria tenir "una mare amb qui t'agradaria fotre't". | » |

A Commonweal, Matt McManus va dir de Yarvin:
| « | (anglès) He comes across as a kind of third-rate authoritarian David Foster Wallace, combining post-postmodern bookish eclecticism with a yearning to communicate with and influence young disaffected white men. His writings are full of dubious historical claims, usually mixed with thinly veiled bigotry and a powdery kind of middle-class snobbery. | (català) Sembla una mena de David Foster Wallace autoritari de tercera categoria, que combina l'eclecticisme literari postpostmodern amb un anhel de comunicar-se i influir en els joves blancs desafectes. Els seus escrits estan plens d'afirmacions històriques dubtoses, generalment barrejades amb una intolerància lleugerament velada i una mena d'esnobisme polsós de classe mitjana. | » |

Yarvin va cridar l'atenció del públic el febrer de 2017 quan Politico va informar que Steve Bannon, que va exercir com a estrateg en cap de la Casa Blanca sota el president dels Estats Units, Donald Trump, havia llegit el blog de Yarvin i que Yarvin "presumptament ha obert una línia amb la Casa Blanca, comunicant-se amb Bannon i els seus ajudants a través d'un intermediari". La història va ser recollida per altres revistes i diaris, com ara The Atlantic, The Independent i Mother Jones. Yarvin va negar a Vox que estigués en contacte amb Bannon de cap manera, però va dir de broma a The Atlantic que el seu contacte a la Casa Blanca era l'usuari de Twitter Bronze Age Pervert. Yarvin va donar més tard una còpia del llibre de Bronze Age Mindset de Bronze Age Pervert a Michael Anton, un ex alt funcionari de seguretat nacional de la primera administració Trump. Trump també va nomenar Anton director de planificació política del Departament d'Estat dels Estats Units durant la seva segona presidència.
En una conversa del maig del 2021, Anton va dir que Yarvin argumentava que un president podia "obtenir poder legalment mitjançant unes eleccions i després exercir-lo il·legalment". Yarvin va respondre: "No seria il·legal. Simplement, declararíeu l'⁣estat d'emergència en el vostre discurs inaugural", i va afegir: "en realitat tindríeu un mandat per fer-ho. D'on vindria aquest mandat? Vindria bàsicament de presentar-s'hi, dient: 'Ei, això és el que farem'". Va continuar dient que si un hipotètic president autoritari prengués possessió del càrrec el gener del 2025, "no podeu continuar tenint un passat de Harvard o del New York Times des de potser principis d'abril" perquè "la idea que sereu un Cèsar i prendreu el poder i operareu amb el Departament de la Realitat d'una altra persona en funcionament és manifestament absurda. Maquiavel us podria dir immediatament que és una idea estúpida".

### Opinions sobre la raça
Yarvin ha al·legat que els blancs tenen un coeficient intel·lectual més alt que els negres per raons genètiques. Ha estat descrit com un partidari modern de l'esclavitud, una descripció que ell discuteix. Ha afirmat que algunes races són més adequades per a l'esclavitud que d'altres. En una publicació que enllaçava amb aprovació a Steve Sailer i Jared Taylor, va escriure: "Hauria de ser obvi que, tot i que no sóc un nacionalista blanc, no sóc exactament al·lèrgic a aquesta substància". El 2009, va escriure que, com que els programes de drets civils americans s'"aplicaven a poblacions amb ascendència recent de caçadors-recol·lectors i sense una gran reputació de fibra moral sòlida", el resultat era "absoluta brossa humana".
Yarvin refuta les acusacions de racisme, i en els seus assajos "Per què no sóc un nacionalista blanc" i "Per què no sóc un antisemita⁣", va oferir una anàlisi una mica comprensiva d'aquestes ideologies abans de rebutjar-les finalment. També ha descrit l'ús de proves de coeficient intel·lectual per determinar la superioritat com a "esgarrifós".

## Vida personal
Yarvin estava casat amb Jennifer Kollmer, que va morir el 2021 d'una rara malaltia hereditària i amb qui va tenir dos fills. Va estar breument promès amb l'escriptora Lydia Laurenson, amb qui té un fill. Es va casar amb Kristine Militello el 2024.

### Articles
- Hermansson, Patrik. The International Alt-Right: Fascism for the 21st Century?.  Routledge, 2020. ISBN 978-0-429-62709-5.
- Pein, Corey. Live Work Work Work Die: A Journey into the Savage Heart of Silicon Valley.  Metropolitan Books, 2018. ISBN 978-1-62779-486-2.
- Siegel, Jacob «The Red-Pill Prince: How computer programmer Curtis Yarvin became America's most controversial political theorist». , 31-03-2022.
- Smith, Harrison; Burrows, Roger Theory, Culture & Society, 38, 6, 2021, pàg. 143–166. DOI: 10.1177/0263276421999439. ISSN: 0263-2764 [Consulta: free].
- Tait, Joshua. «Mencius Moldbug and Neoreaction». A: Sedgwick. Key Thinkers of the Radical Right: Behind the New Threat to Liberal Democracy.  Oxford University Press, 2019, p. 187–203. ISBN 978-0190877606.